# Холмогорское
Холмогорское (фин. Hämäläisenjärvi) — пресноводное озеро на территории Селезнёвского сельского поселения Выборгского района Ленинградской области.

## Общие сведения
Площадь озера — 0,9 км², площадь водосборного бассейна — 46,2 км². Располагается на высоте 11,7 метров над уровнем моря.
Форма озера лопастная, продолговатая: оно более чем на два километра вытянуто с северо-запада на юго-восток. Берега изрезанные, каменисто-песчаные, местами заболоченные.
Через Холмогорское течёт река Великая, впадающая в залив Балтиец Финского залива.
С северо-запада в Холмогорское также впадает река Тархановка.
Озеро расположено в пяти километрах от Российско-финляндской границы.
Код объекта в государственном водном реестре — 01040300511102000009452.